# Alnus mayrii
Alnus mayrii är en björkväxtart som beskrevs av Alfons S. Callier. Alnus mayrii ingår i släktet alar, och familjen björkväxter. Inga underarter finns listade.